# Sadamantra
Sadamantra is een bestuurslaag in het regentschap Kuningan van de provincie West-Java, Indonesië. Sadamantra telt 1735 inwoners (volkstelling 2010).